# Nessa Childers
Nessa Childers (ur. 9 października 1956 w Dublinie) – irlandzka polityk, deputowana do Parlamentu Europejskiego VII i VIII kadencji. Córka Erskine’a Hamiltona Childersa, prezydenta Irlandii z lat 1973–1974.

## Życiorys
Z wykształcenia psychoanalityk, prowadziła prywatną praktykę w tym zawodzie. Wstąpiła do Partii Pracy, aby wystartować w wyborach samorządowych. Gdy nie uzyskała nominacji, przeszła do Partii Zielonych. Z jej ramienia w 2004 została radną miasta Blackrock. W 2008 powróciła do Partii Pracy.
W wyborach w 2009 z ramienia laburzystów uzyskała mandat posłanki do Parlamentu Europejskiego. Przystąpiła do grupy Postępowego Sojuszu Socjalistów i Demokratów, a także do Komisji Ochrony Środowiska Naturalnego, Zdrowia Publicznego i Bezpieczeństwa Żywności. W 2013 opuściła laburzystów i następnie frakcję socjalistyczną w PE. W 2014 jako kandydatka niezależna uzyskała europarlamentarną reelekcję; mandat europosłanki wykonywała do 2019.